# Лейквуд Тауншип (Нью-Джерсі)
Лейквуд Тауншип (англ. Lakewood Township) — селище (англ. township) в США, в окрузі Оушен штату Нью-Джерсі. Населення — 135 158 осіб (2020).

## Демографія
Згідно з переписом 2010 року, у селищі мешкали 92 843 особи в 24 283 домогосподарствах у складі 17 364 родин. Було 26337 помешкань
Расовий склад населення:
| - 84,3 % — білих - 6,4 % — чорних або афроамериканців - 0,8 % — азіатів - 0,3 % — корінних американців - 6,7 % — осіб інших рас |

До двох чи більше рас належало 1,5 %. Частка іспаномовних становила 17,3 % від усіх жителів.
За віковим діапазоном населення розподілялося таким чином: 41,8 % — особи молодші 18 років, 46,0 % — особи у віці 18—64 років, 12,2 % — особи у віці 65 років та старші. Медіана віку мешканця становила 23,9 року. На 100 осіб жіночої статі у селищі припадало 98,7 чоловіків; на 100 жінок у віці від 18 років та старших — 94,0 чоловіків також старших 18 років.
Середній дохід на одне домашнє господарство становив 58 249 доларів США (медіана — 40 983), а середній дохід на одну сім'ю — 62 720 доларів (медіана — 42 423). Медіана доходів становила 38 865 доларів для чоловіків та 31 533 долари для жінок. За межею бідності перебувало 32,1 % осіб, у тому числі 41,2 % дітей у віці до 18 років та 10,3 % осіб у віці 65 років та старших.
Цивільне працевлаштоване населення становило 28 728 осіб. Основні галузі зайнятості: освіта, охорона здоров'я та соціальна допомога — 32,3 %, науковці, спеціалісти, менеджери — 12,2 %, роздрібна торгівля — 12,1 %.

## Відомі люди
- Жаров Сергій Олексійович (1896—1985) — російський диригент і композитор, засновник, диригент і композитор хору Донських козаків Сергія Жарова.